# Askje
Askje är en tätort och kyrkby i Stavangers kommun i Rogaland fylke i sydvästra Norge. Orten ligger vid sidan av Europaväg 39 på östra änden av ön Mosterøy. Här finns Askje kyrka.
Orten utgjorde tidigare centralort i dåvarande Mosterøy kommun.

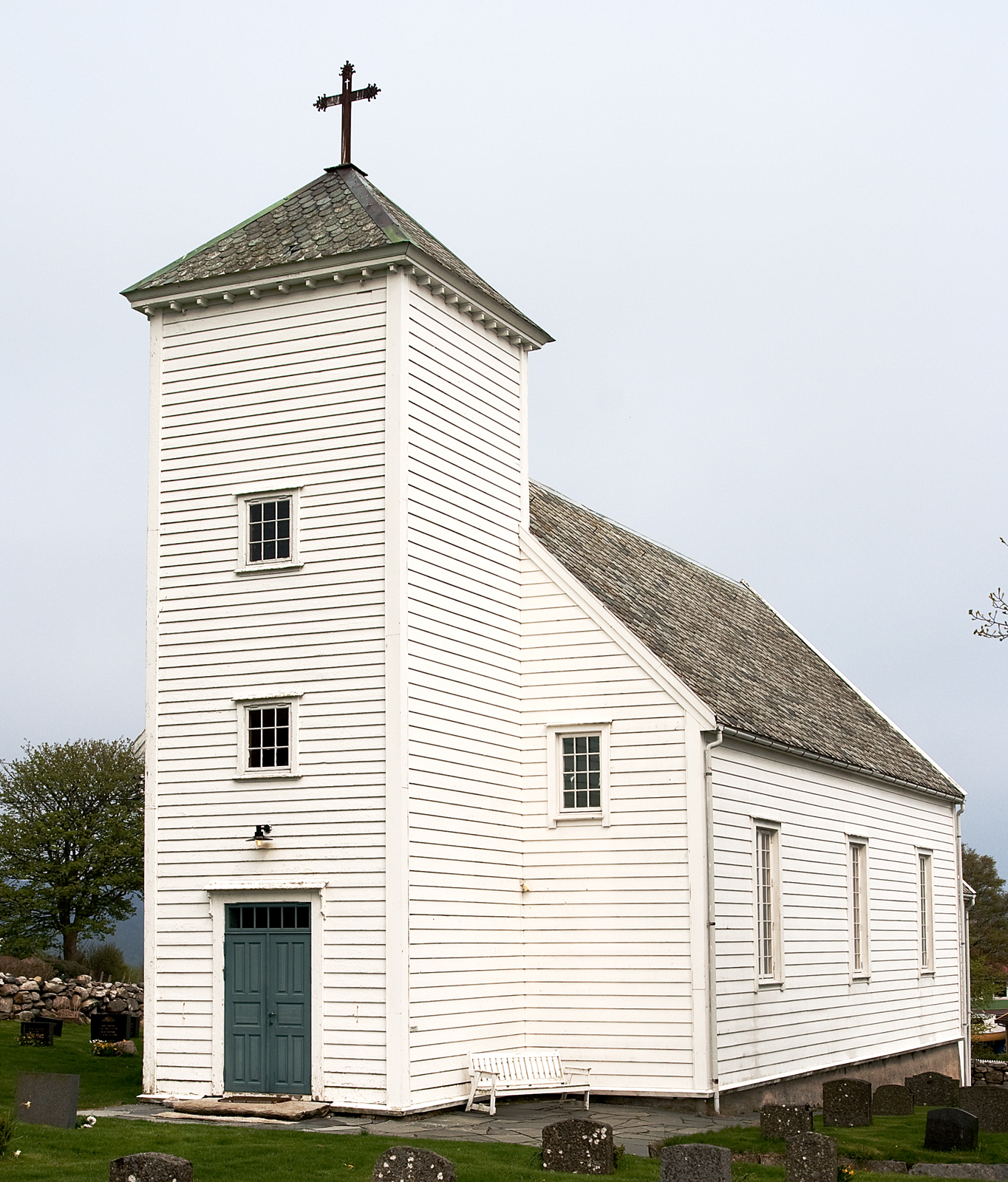
Askje kyrka.